# چرب‌گوشتان
چرب‌گوشتان (نام علمی: Gempylidae) نام یک تیره از راسته سوف‌ماهی‌سانان است.